# Le Chant des moineaux
Pour plus de détails, voir Fiche technique et Distribution.
Le Chant des moineaux (آواز گنجشک‌ها, Âvâz-e gonjeshk-hâ) est un film iranien réalisé par Majid Majidi, sorti en 2008.

## Synopsis
Un éleveur d'autruches cherche à remplacer l'audioprothèse alors que celle-ci doit passer ses examens scolaires.

## Fiche technique
- Titre : Le Chant des moineaux
- Titre original : آواز گنجشک‌ها (Âvâz-e gonjeshk-hâ)
- Réalisation : Majid Majidi
- Scénario : Mehran Kashani et Majid Majidi
- Musique : Hossein Alizadeh
- Photographie : Turaj Mansuri
- Montage : Hassan Hassandoost
- Production : Majid Majidi
- Société de production : Majid Majidi Film Production
- Société de distribution : Regent Releasing (en) (États-Unis)
- Pays :  Iran
- Genre : Drame et
- Durée : 96 minutes
- Dates de sortie : 
  -  Iran : 1er octobre 2008

## Distribution
- Mohammad Amir Naji : Karim
- Maryam Akbari : Nargess
- Kamran Dehghan : Abbas
- Hamid Aghazi : Hossein
- Schabnam Akhlaghi : Haneyeh
- Neshat Nazari : Zarah
- Hassan Rezaee : Ramezan
- Ponya Salehi : Ponya

## Distinctions
Le film a été présenté en sélection officielle en compétition lors de Berlinale 2008.